# Дітріх Целе
Дітріх Целе (нім. Dietrich Zehle; 17 вересня 1921, Гільдесгайм — 8 березня 2007, Ільцен) — німецький офіцер-підводник, оберлейтенант-цур-зее крігсмаріне.

## Біографія
1 грудня 1939 року вступив на флот. З 30 червня 1941 по  січня 942 року пройшов курс підводника. З 12 січня 1942 року — командир взводу 2-ї навчальної дивізії підводних човнів. 1 жовтня 1942 року направлений на будівництво підводного човна U-360. З 12 листопада 1942 року — 1-й вахтовий офіцер на U-360, на якому взяв участь у чотирьох походах в Північне море; під час останнього хпоходу був потоплений корабель водотоннажністю 7153 тонни і пошкоджений есмінець водотоннажністю 1540 тонн. На початку березня 1944 року пройшов курс кермування, з 15 березня по 30 квітня — курс командира човна, з 1 травня по 15 липня — тактичну підготовку в 27-й флотилії. З 9 серпня по 3 вересня 1944 року виконував обов'язки командира U-299, після чого був переданий в розпорядження 11-ї флотилії. З липня 1944 по лютий 1945 року виконував обов'язки командира U-1009, на якому здійснив 1 похід (11 грудня 1944 — 8 лютого 1945). В лютому 1945 року переданий в розпорядження 11-їй лотилії, в квітні — в розпорядження вищого командира морської ППО. 8 травня 1945 року взятий в полон британськими військами. Після звільнення викладав водну та морську інженерію в Університеті прикладних наук Зудербурга.

## Звання
- Кандидат в офіцери (1 грудня 1939)
- Морський кадет (1 травня 1940)
- Фенріх-цур-зее (1 листопада 1940)
- Оберфенріх-цур-зее (1 листопада 1941)
- Лейтенант-цур-зее (1 квітня 1942)
- Оберлейтенант-цур-зее (1 грудня 1943)

## Нагороди
- Нагрудний знак мінних тральщиків (3 листопада 1942)
- Нагрудний знак підводника (20 листопада 1943)
- Залізний хрест 2-го класу (1 лютого 1944)